# 3-Phenylpropylacetat
3-Phenylpropylacetat ist ein natürlich vorkommender Carbonsäureester, der sich von 3-Phenylpropanol und Essigsäure ableitet.

## Vorkommen

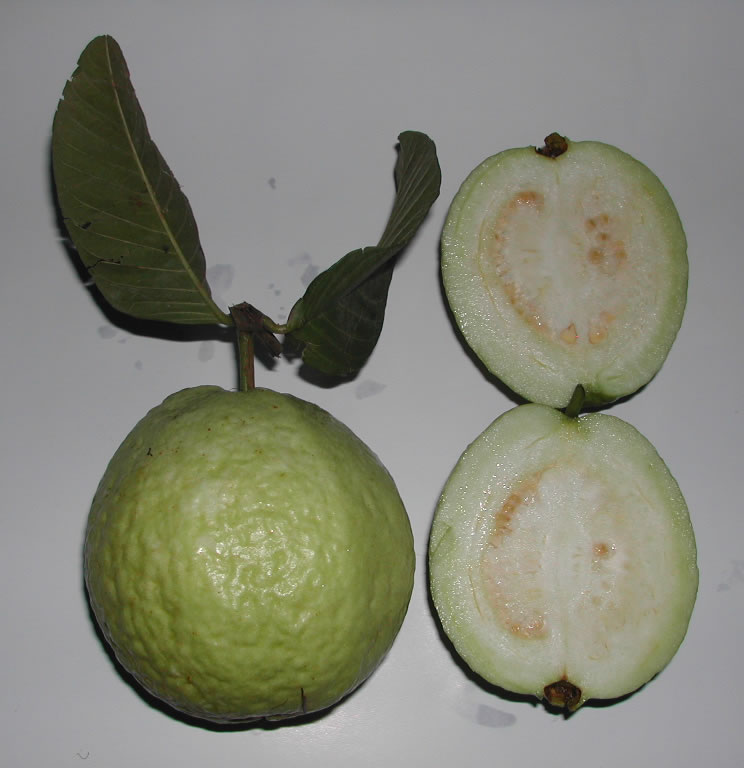
Guave

3-Phenylpropylacetat kommt natürlich in Zuckermelone (Cucumis melo) und Guave vor.

## Herstellung
3-Phenylpropylacetat kann durch Acetylierung von 3-Phenylpropanol mit Diacetoxytriphenylphosphin in Acetonitril hergestellt werden. Das Acetylierungsreagenz kann wiederum in situ durch Reaktion von Triphenylphosphin und Ammoniumacetat mit elementarem Brom oder NBS hergestellt werden. Auch eine biotechnologische Herstellung mit einem entsprechend designten E. coli-Stamm ist möglich.

## Eigenschaften
3-Phenylpropylacetat ist eine klare Flüssigkeit mit einem würzigen, blumigen Geruch.

## Verwendung
3-Phenylpropylacetat wird als Duftstoff in Kosmetika und Reinigungsmitteln verwendet, jedoch nur in geringen Mengen von weltweit einigen Tonnen pro Jahr. 3-Phenylpropylacetat wird außerdem als Aromastoff verwendet und ist in der EU unter der FL-Nummer 09.032 für Lebensmittel allgemein zugelassen.

## Sicherheitshinweise
3-Phenylpropylacetat hat einen Flammpunkt von 113 °C.

## Toxikologie
Die akute Toxizität von 3-Phenylpropylacetat ist gering. In einer Studie an Ratten wurde ein oraler LD50-Wert von 4,7 g/kg Körpergewicht bestimmt. In Studien an Kaninchen und an menschlichen Studienteilnehmern konnte auch bei höheren Konzentrationen keine Hautreizung festgestellt werden. Ebenso wenig wurde bei Studien mit Meerschweinchen und menschlichen Studienteilnehmern eine Sensibilisierungswirkung festgestellt.